# Reeves, Louisiana
Reeves är en ort (village) i Allen Parish i Louisiana. Vid 2010 års folkräkning hade Reeves 232 invånare.